# シャルル・フィリポン

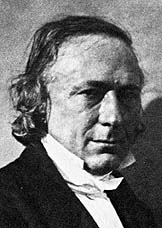
シャルル・フィリポン（Charles Philipon）

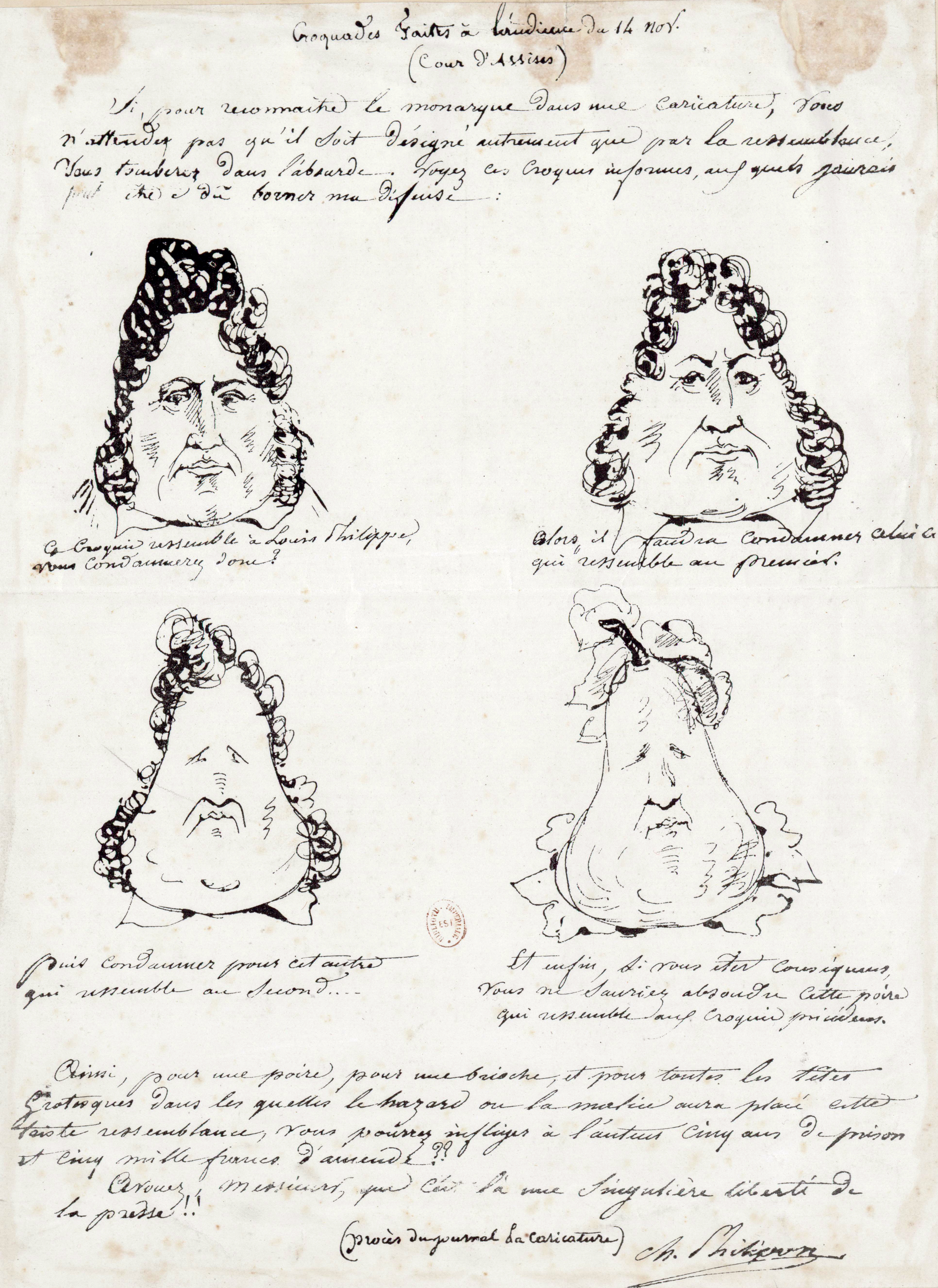
『カリカチュール』『シャリバリ』などに頻繁に登場した梨頭を模したルイ・フィリップの諷刺画。

シャルル・フィリポン（Charles Philipon、1800年4月19日 - 1861年1月25日）は、フランス・リヨン出身の漫画家、ジャーナリスト。フランスの諷刺新聞『シャリバリ』、『カリカチュール』などの創刊者として知られる。

## 風刺新聞の創刊
ルイ・フィリップの即位から3ヶ月経った1830年11月4日、彼の諷刺画をテーマとした新聞を志し、フィリポンは週刊の諷刺新聞『カリカチュア』を創刊する。その頃既にアシール・リクールらによる漫画新聞『シルエット』などがフランスには存在していたが、ルイ・フィリップとその統治下における社会矛盾を追及したフィリポンの『カリカチュール』は人気を博し、部数を拡大させていった。1832年12月1日には日刊の『シャリバリ』を発行し、ヨーロッパにおける漫画新聞の流行の奔りとなり、イギリスの『パンチ』、ドイツの『フリーゲンデ・ブラッテル』『クラデラダッチ』などの創刊を促した。『シャリバリ』は予約購読者数が3000人を超えるほどの人気となった。
『カリカチュール』でオノレ・ドーミエなどに描かせたフィリップ王の梨頭の諷刺画は度々糾弾と対象となり、結局『カリカチュール』は1835年に発禁処分となったが、『シャリバリ』はフィリポンの死後も1927年まで刊行され、パリの民衆の中に深く浸透した。